# Wilsonville, Illinois
Wilsonville là một làng thuộc quận Macoupin, tiểu bang Illinois, Hoa Kỳ. Năm 2010, dân số của làng này là 586 người.

## Dân số
Dân số qua các năm:
- Năm 2000: 604 người.
- Năm 2010: 586 người.